# Manon Melis
Gabriëlla Maria Melis (* 31. August 1986 in Ridderkerk) ist eine ehemalige niederländische Fußballspielerin und heutige -Trainerin. Die Stürmerin war von 2004 bis 2016 für die niederländische Nationalmannschaft der Frauen aktiv, deren Rekordtorschützin sie zeitweise war.

## Werdegang
Melis wuchs in der südniederländischen Stadt Ridderkerk auf. Ihr Vater Harry war selbst Fußballspieler und stürmte Ende der 1970er Jahre für Feyenoord Rotterdam. Mit sieben Jahren begann sie ihre Karriere beim örtlichen Verein RVVH Ridderkerk. Während ihrer gesamten Jugendzeit spielte sie in Jungenmannschaften mit und interessierte sich kaum für den Frauenfußball. 2004 wurde sie zur talentiertesten Spielerin der Niederlande gewählt. Im Sommer 2005 wollte der FCR 2001 Duisburg Melis verpflichten, erhielt jedoch eine Absage. Stattdessen ging Melis ein Jahr später zum Verein Be Quick 28 Zwolle.
In der Winterpause wechselte sie als erste niederländische Spielerin in die schwedische Damallsvenskan zum LdB FC Malmö. Gemeinsam mit der Brasilianerin Marta wurde sie in der Saison 2008 mit 23 Toren Torschützenkönigin. Zwei Jahre später gewann sie mit Malmö die Meisterschaft und wurde mit 25 Toren alleinige Torschützenkönigin. Nach einem Abstecher zum Ligakonkurrenten Linköpings FC kehrte sie 2013 zu LdB FC Malmö zurück, wechselte aber im folgenden Jahr zu Göteborg FC. Mit 14 Toren wurde sie zweitbeste Torschützin der Saison 2014.
Zur Saison 2016 wechselte sie zum NWSL-Teilnehmer Seattle Reign FC, bei dem sie mit sieben Saisontoren erfolgreichste Angreiferin war. Im November 2016 beendete Melis ihre Karriere.

### Nationalmannschaften

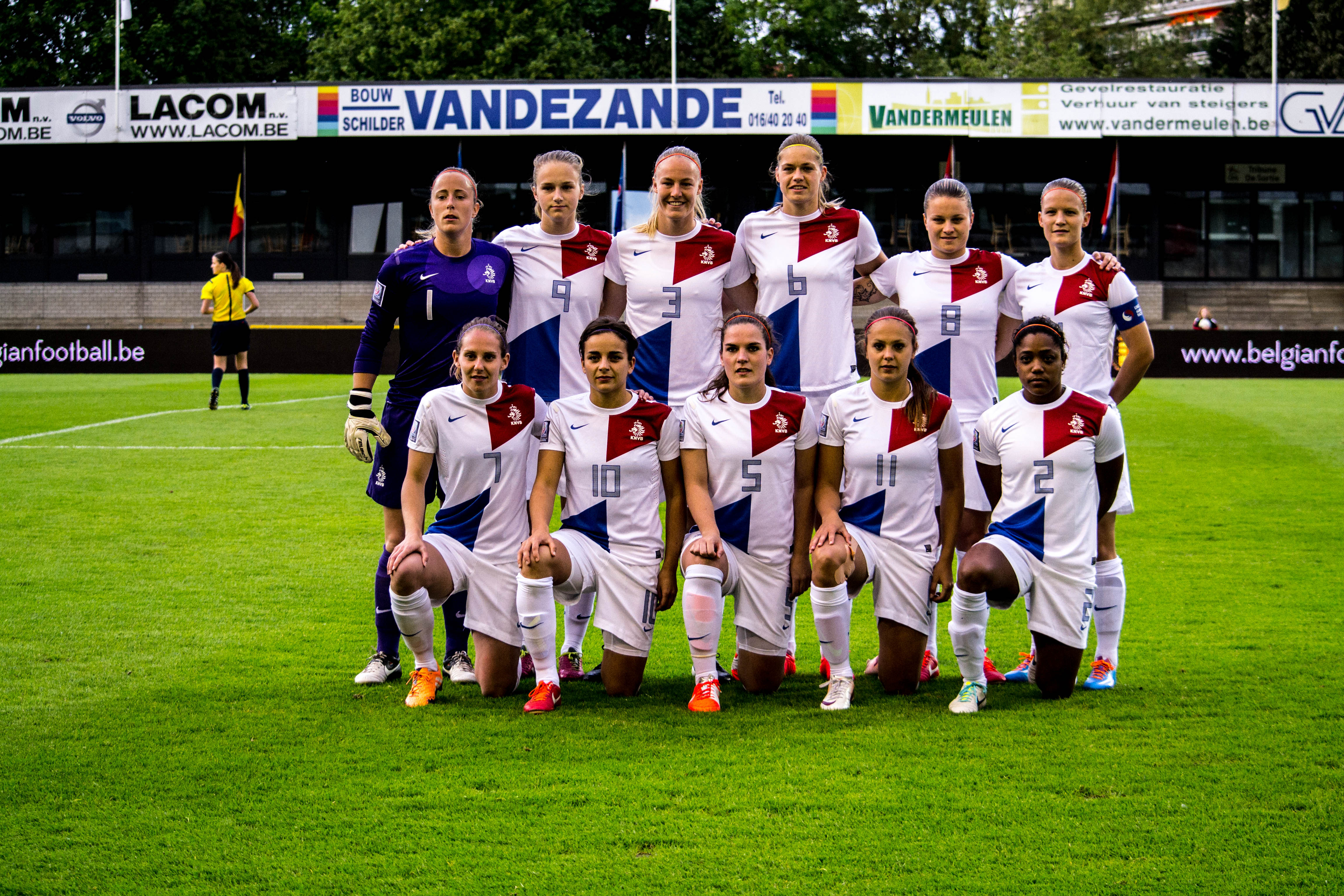
Melis (Nr. 7) mit der Elftal am 7. Mai 2014 vor dem Spiel gegen Belgien

2003 nahm sie mit der U-19-Mannschaft an der Qualifikation für die U-19-Fußball-Europameisterschaft der Frauen 2003 teil. Beim Miniturnier der zweiten Runde konnte der Heimvorteil genutzt werden und zusammen mit Italien die Endrunde erreicht werden. Bei der Endrunde schied die Mannschaft dann in der Gruppenphase aus. Im Herbst nahm die Mannschaft einen neuen Anlauf. Beim Miniturnier der ersten Runde in Mazedonien wurde u. a. der Gastgeber mit 19:0 geschlagen, wobei Melis fünf Tore gelangen. Als Gruppensieger mit 30:0 Toren wurde die zweite Runde erreicht, in der dann aber nur der vierte Platz belegt wurde. Damit endete ihre Zeit als U-19-Spielerin, denn noch während des Qualifikationsturniers bestritt sie am 25. April 2004 ihr erstes A-Länderspiel. Kurioserweise kannte sie vor Spielbeginn nur eine ihrer Mitspielerinnen. Dabei gelang ihr nach der Einwechslung zur zweiten Halbzeit in der 76. Minute gleich ihr erstes Länderspieltor zum zwischenzeitlichen 2:0 gegen Belgien (Endstand 3:0). Fortan wurde sie immer wieder eingesetzt und 2009 nahm sie mit der Nationalmannschaft erstmals an der EM-Endrunde teil, wo sie das Halbfinale erreichte. Sie stand auch im Kader für die EM-Endrunde 2013 und machte beim Spiel gegen Norwegen als siebte Niederländerin ihr 100. Länderspiel. Da ihr und ihren Mitspielerinnen kein Tor gelang, schieden die Niederländerinnen als Gruppenletzte aus.
Im September 2014 wurde die WM-Qualifikation auf Platz 2 hinter Norwegen abgeschlossen. Die Niederländerinnen mussten daher in die Playoffs der vier besten Gruppenzweiten und setzten sich dabei gegen Schottland und Italien durch, womit sie sich erstmals für die WM qualifizierten. Beim Zypern-Cup 2015 konnten die Qualifikationsleistungen dann nicht bestätigt werden und sie verloren z. B. das Spiel um Platz 7 gegen die Schottinnen, die sie in den WM-Playoffs noch ausgeschaltet hatten. Mit sieben Toren hatte Manon Melis einen entscheidenden Anteil an der Qualifikation. Am 15. April 2015 wurde sie zunächst in den vorläufigen Kader für die WM 2015 berufen und dann auch am 10. Mai in den endgültigen Kader. Bei der WM erreichten die Niederländerinnen das Achtelfinale, schieden dort aber gegen Titelverteidiger Japan aus und verpassten dadurch die direkte Qualifikation für die Olympischen Spiele 2016. Melis wurde in den vier Spielen eingesetzt, blieb aber ohne Torerfolg.
Beim Qualifikationsturnier für die Olympischen Spiele im März 2016 in ihrer Heimat gelangen Melis dann zwar zwei Tore, womit sie zusammen mit der Norwegerin Ada Hegerberg beste Torschützin des Turniers war, als Zweite der vier Teilnehmer verpassten die Niederländerinnen dann endgültig die Olympischen Spiele. Daraufhin trat sie aus der Nationalmannschaft zurück.
Melis erzielte 59 Länderspieltore, wobei ihr am 21. September 2011 im Spiel gegen Serbien vier Tore und am 26. September 2013 gegen Albanien drei Tore gelangen.

## Trainerkarriere
Am 21. Februar 2017 wurde Melis Trainerin an den Feyenoord Soccer Schools in Rotterdam.

## Erfolge
- 2010, 2011, 2013: Schwedische Meisterschaft (LdB FC Malmö)